# Robaki (demo)
Robaki – nieoficjalna kaseta demo (lub płyta CD-R) zespołu Ścianka. Zawiera materiał nagrany w latach 1995–1997 przez zespół, czyli przed wydaniem przez Biodro Records pierwszej płyty zespołu, Statek kosmiczny Ścianka. Została skompilowana przez Maćka Cieślaka i istnieje wyłącznie w obiegu nieoficjalnym: przegrywana przez fanów bądź, jako pliki mp3, przesyłana przez sieci p2p.
Robaki zawierają utwory w wersji demo, które później znalazły się na płytach Statek kosmiczny Ścianka („Skuter”, „Insect power”, „Sopot”, „Ja nie”) i Białe Wakacje („September”), a także niewydane oficjalnie utwory o różnym charakterze: psychodelicznych słuchowisk („Paczka z Ameryki”) bądź rozbudowanych improwizacji („Impro”, „Wiosna”). Teledysk do „Czarnych aniołów” w reżyserii Wojciecha Hoffmanna został umieszczony jako dodatek multimedialny na płycie Dni wiatru. Utwór „Impro” można było usłyszeć na składance – dodatku do 50 numeru miesięcznika „Brum”. Z kolei krótsza, nagrana później wersja utworu „Struktura” (zatytułowana „Struktura No 2”) znalazła się na składance Cały ten yass będącej dodatkiem do czasopisma „Jazz Forum”.

## Spis utworów
1. „Impro” – 7:48
2. „Skuter” – 2:35
3. „Piosenka po angielsku” – 5:13
4. „Insect power” – 3:00
5. „Struktura” – 7:53
6. „Sopot” – 3:42
7. „1:30” – 1:31
8. „September” – 4:35
9. „Paczka z Ameryki” – 1:20
10. „Robaki” – 7:02
11. Ja nie” – 5:03
12. „Wiosna” – 9:46
13. „Czarne anioły” – 1:04